# 쇼 뮤직탱크
쇼! 뮤직탱크(SHOW Music Tank)는 케이블 음악 채널 KMTV에서 방영되었던 음악 프로그램이다.

## 개요
KMTV가 1995년 3월에 개국을 시작하여 만든 음악프로그램이며, 주로 가요음악을 좋아하는 어린이들, 10~20대 시청자들이 가장 선호하는 음악프로그램이다. 처음 방영할 때 KMTV에서 매주 토요일 밤 23시부터 밤 24시까지 진행되었다. 1999년 3월 1일 KMTV가 춘하계 프로그램 개편을 시작하면서 방영시간이 기존 60분에서 30분 더 연장된 90분으로 확대되었고, 2000년 1월부터 방영시간이 30분 더 연장된 120분으로 확대하면서 1부, 2부의 방송 분량 120분으로 확대하였다. 2000년 1월부터 시청률을 강화하기 위해 본방송 요일이 토요일에서 금요일로 변경되었고, 본방송도 매주 금요일 밤 10시에서 밤 12시까지 방송되는 시간으로 확대하여 지금에 이르게 된다.
KMTV에서 방송되었던 최장수 음악프로그램 "쇼 뮤직탱크"는 주로 대다수의 여러 모든 인기가수들과 남녀 아이돌 그룹들이 주요 진행자로 맹활약했으며, 공개 녹화방송을 진행했을 때 탤런트 신애, 서민정, 허영란, 김현주, 박소현, 김정은, 안재모, 김채연, 그리고 강병규, 심현섭을 비롯한 일반 연예인들이 임시 진행자로 KMTV 시청자들의 많은 관심을 받기도 했다. KMTV에서 매주 수요일 저녁 18시30분에 녹화방송으로 진행되었지만 2003년 9월 3일부터 경기도 일산신도시에 있는 라페스타 문화의거리 광장에서 저녁 6시 30분에 녹화방송으로 진행되고 있다. 다만 "쇼뮤직탱크"의 경우 서울이 아닌 인천광역시를 비롯한 수도권 지역이나 다른 광역시 지역(대전, 광주, 대구, 울산, 광주)과 제주, 전주, 청주, 창원, 천안 등지에서 공개방송을 진행할 경우 수요일이 아닌 다른 요일에 녹화방송을 하고 있다. 1999년 4월 말에 200회 특집을 달성하는 기록을 세웠으며, 2001년 5월에는 300회 특집을 달성하는 기록을 세우기도 했다. 아울러 2003년 상반기에는 400회 특집을 달성하는 쾌거를 이루었고, 2003년 8월 말에 KMTV가 경기도 고양시 일산동구 일산문화의거리에 위치한 라페스타 쇼핑몰로 이전하였으며, 2005년도에는 500회 특집을 달성하면서도 개국 10주년 기념과 함께 방송 10주년을 기념하는 특집을 열기도 했다. 2007년도에는 600회 특집을 달성하는 대기록을 달성하는 데 성공하였고, 670회 넘게 방송하는 대기록을 세우기도 했다.
KMTV의 "쇼뮤직탱크"는 KMTV 개국 초기시절인 1995년 3월 11일부터 첫 방송을 시작한 이후 13년간의 방송을 정리하며 2008년 5월 29일 마지막회 방송을 끝으로 종료되어 KMTV를 이끈 전설의 음악프로그램이 되었다.

## 역대 1위 수상자

### 수상 기록

#### 1995년
| 5월 - 5월 6일 - 룰라 날개 잃은 천사 - 5월 13일 - 룰라 날개 잃은 천사 (2주 연속) - 5월 20일 - 룰라 날개 잃은 천사 (3주 연속) - 5월 27일 - 룰라 날개 잃은 천사 (4주 연속) 6월 - 6월 3일 - 룰라 날개 잃은 천사 (5주 연속) - 6월 10일 - 룰라 날개 잃은 천사 (6주 연속) - 6월 17일 - 룰라 날개 잃은 천사 (7주 연속) - 6월 24일 - R.ef 고요속의 외침 7월 - 7월 1일 - 노이즈 상상속의 너 - 7월 8일 - 노이즈 상상속의 너 (2주 연속) - 7월 15일 - 노이즈 상상속의 너 (3주 연속) - 7월 22일 - 노이즈 상상속의 너 (4주 연속) - 7월 29일 - 미집계 8월 - 8월 5일 - 노이즈 상상속의 너 (5주 연속) - 8월 12일 - DJ DOC 머피의 법칙 - 8월 19일 - DJ DOC 머피의 법칙 (2주 연속) - 8월 26일 - DJ DOC 머피의 법칙 (3주 연속) 9월 - 9월 2일 - DJ DOC 머피의 법칙 (4주 연속) - 9월 9일 - 결방 - 9월 16일 - R.ef 이별 공식 - 9월 23일 - R.ef 이별 공식 (2주 연속) - 9월 30일 - R.ef 이별 공식 (3주 연속) 10월 - 10월 7일 - 박미경 이브의 경고 - 10월 14일 - 박진영 청혼가 - 10월 21일 - KMTV 창사 1주년 특집 박진영 청혼가 (2주 연속) - 10월 28일 - 박진영 청혼가 (3주 연속) 11월 - 11월 4일 - 서태지와 아이들 Come Back Home - 11월 11일 - 김종서 플라스틱 신드롬 - 11월 18일 - 김종서 플라스틱 신드롬 (2주 연속) - 11월 25일 - 김종서 플라스틱 신드롬 (3주 연속) 12월 - 12월 2일 - 김종서 플라스틱 신드롬 (4주 연속) - 12월 9일 - 김종서 플라스틱 신드롬 (5주 연속) - 12월 16일 - 결방 - 12월 23일 - 성탄특집 E.O.S 넌 남이 아냐 - 12월 30일 - 결방 |

#### 1996년
| 1월 - 1월 6일 - 신년특집 미집계 - 1월 13일 - 터보 검은 고양이 - 1월 20일 - 터보 검은 고양이 (2주 연속) - 1월 27일 - 김현철 왜 그래 2월 - 2월 3일 - 김현철 왜 그래 (2주 연속) - 2월 10일 - 김현철 왜 그래 (3주 연속) - 2월 17일 - 설날특집 미집계 - 2월 24일 - 미집계 3월 - 3월 2일 - DJ DOC 겨울 이야기 - 3월 9일 - DJ DOC 미녀와 야수 (OK? OK!) - 3월 16일 - DJ DOC 미녀와 야수 (OK? OK!) (2주 연속) - 3월 23일 - DJ DOC 미녀와 야수 (OK? OK!) (3주 연속) - 3월 30일 - DJ DOC 미녀와 야수 (OK? OK!) (4주 연속) 4월 - 4월 6일 - DJ DOC 미녀와 야수 (OK? OK!) (5주 연속) - 4월 13일 - 아이돌 Bow Wow - 4월 20일 - 아이돌 Bow Wow (2주 연속) - 4월 27일 - 아이돌 Bow Wow (3주 연속) 5월 - 5월 4일 - 어린이날 특집 아이돌 Bow Wow (4주 연속) - 5월 11일 - 불명 - 5월 18일 - 불명 - 5월 25일 - 이예린 늘 지금처럼 6월 - 6월 1일 - R.ef 찬란한 사랑 (상심2) - 6월 8일 - R.ef 찬란한 사랑 (상심2) (2주 연속) - 6월 15일 - R.ef 찬란한 사랑 (상심2) (3주 연속) - 6월 22일 - 김건모 스피드 - 6월 29일 - 김건모 스피드 (2주 연속) 7월 - 7월 6일 - 김건모 스피드 (3주 연속) - 7월 13일 - 불명 - 7월 20일 - 불명 - 7월 27일 - 불명 8월 - 8월 3일 - 불명 - 8월 10일 - 불명 - 8월 17일 - 불명 - 8월 24일 - 불명 - 8월 31일 - 불명 9월 - 9월 7일 - 불명 - 9월 14일 - 불명 - 9월 21일 - 불명 - 9월 28일 - 불명 10월 - 10월 5일 - 영턱스클럽 정 - 10월 12일 - 영턱스클럽 정 (2주 연속) - 10월 19일 - 결방 - 10월 26일 - 영턱스클럽 정 (3주 연속) 11월 - 11월 2일 - 영턱스클럽 정 (4주 연속) - 11월 9일 - 영턱스클럽 정 (5주 연속) - 11월 16일 - 영턱스클럽 정 (6주 연속) - 11월 23일 - 영턱스클럽 정 (7주 연속) - 11월 30일 - H.O.T. 전사의 후예 12월 - 12월 7일 - H.O.T. 전사의 후예 (2주 연속) - 12월 14일 - H.O.T. 전사의 후예 (3주 연속) - 12월 21일 - H.O.T. 캔디 - 12월 28일 - 1996년 송년특집 H.O.T. 캔디 (2주 연속) |

#### 1997년
| 1월 - 1월 4일 - 신년특집 미집계 - 1월 11일 - H.O.T. 캔디 (3주 연속) - 1월 18일 - H.O.T. 캔디 (4주 연속) - 1월 25일 - H.O.T. 캔디 (5주 연속) 2월 - 2월 1일 - 쿨 운명 - 2월 8일 - 쿨 운명 (2주 연속) - 2월 15일 - 쿨 운명 (3주 연속) - 2월 22일 - 쿨 운명 (4주 연속) 3월 - 3월 1일 - 쿨 운명 (5주 연속) - 3월 8일 - 룰라 연인 - 3월 15일 - 룰라 연인 (2주 연속) - 3월 22일 - 룰라 연인 (3주 연속) - 3월 29일 - 룰라 연인 (4주 연속) 4월 - 4월 5일 - 업타운 다시 만나줘 - 4월 15일 - 업타운 다시 만나줘 (2주 연속) - 4월 19일 - 언타이틀 날개 - 4월 26일 - 언타이틀 날개 (2주 연속) 5월 - 5월 3일 - 언타이틀 날개 (3주 연속) - 5월 10일 - 언타이틀 날개 (4주 연속) - 5월 17일 - 업타운 다시 만나줘 (통산 3주) - 5월 24일 - 100회 특집 미집계 - 5월 31일 - 엄정화 배반의 장미 6월 - 6월 7일 - 엄정화 배반의 장미 (2주 연속) - 6월 14일 - UP 뿌요뿌요 - 6월 21일 - UP 뿌요뿌요 (2주 연속) - 6월 28일 - 박진영 그녀는 예뻤다 7월 - 7월 5일 - 박진영 그녀는 예뻤다 (2주 연속) - 7월 12일 - 박진영 그녀는 예뻤다 (3주 연속) - 7월 19일 - 박진영 그녀는 예뻤다 (4주 연속) - 7월 26일 - 지누션 Gasoline 8월 - 8월 2일 - 지누션 Gasoline (2주 연속) - 8월 9일 - UP 바다 - 8월 16일 - 쿨 해변의 여인 - 8월 23일 - 미집계 - 8월 30일 - DJ DOC DOC와 춤을... 9월 - 9월 6일 - H.O.T. 행복 - 9월 13일 - H.O.T. 행복 (2주 연속) - 9월 20일 - 미집계 - 9월 27일 - 미집계 10월 - 10월 4일 - H.O.T. 행복 (3주 연속) - 10월 11일 - H.O.T. 행복 (4주 연속) - 10월 18일 - 지누션 말해줘 - 10월 25일 - 구피 비련 11월 - 11월 1일 - 구피 비련 (2주 연속) - 11월 8일 - 구피 비련 (3주 연속) - 11월 15일 - 구피 비련 (4주 연속) - 11월 22일 - H.O.T. We Are The Future - 11월 29일 - 터보 Goodbye Yesterday 12월 - 12월 6일 - 터보 Goodbye Yesterday (2주 연속) - 12월 13일 - 터보 Goodbye Yesterday (3주 연속) - 12월 20일 - 성탄특집 불명 - 12월 27일 - 1997년 송년특집 연말결산 H.O.T. We Are The Future |

#### 1998년
| 1월 - 1월 3일 - 신년특집 H.O.T. We Are The Future (2주 연속) - 1월 10일 - 젝스키스 기사도 - 1월 17일 - S.E.S. I'm Your Girl - 1월 24일 - S.E.S. I'm Your Girl (2주 연속) - 1월 31일 - S.E.S. I'm Your Girl (3주 연속) 2월 - 2월 7일 - S.E.S. I'm Your Girl (4주 연속) - 2월 14일 - S.E.S. I'm Your Girl (5주 연속) - 2월 21일 - 박진영 Honey - 2월 28일 - 박진영 Honey (2주 연속) 3월 - 3월 7일 - 박진영 Honey (3주 연속) - 3월 14일 - 박진영 Honey (4주 연속) - 3월 21일 - 박진영 Honey (5주 연속) - 3월 28일 - 박진영 Honey (6주 연속) 4월 - 4월 4일 - 박지윤 하늘색 꿈 - 4월 11일 - 박지윤 하늘색 꿈 (2주 연속) - 4월 18일 - S.E.S. Oh, My Love - 4월 25일 - S.E.S. Oh, My Love (2주 연속) 5월 - 5월 2일 - 쿨 애상 - 5월 9일 - 쿨 애상 (2주 연속) - 5월 16일 - OPPA 그대야 미안해! - 5월 23일 - 유승준 나나나 - 5월 30일 - 유승준 나나나 (2주 연속) 6월 - 6월 6일 - 유승준 나나나 (3주 연속) - 6월 13일 - 유승준 나나나 (4주 연속) - 6월 20일 - 유승준 나나나 (5주 연속) - 6월 27일 - 유승준 나나나 (6주 연속) 7월 - 7월 4일 - 핑클 Blue Rain - 7월 11일 - 핑클 Blue Rain (2주 연속) - 7월 18일 - 핑클 Blue Rain (3주 연속) - 7월 25일 - 김현정 그녀와의 이별 8월 - 8월 1일 - 김현정 그녀와의 이별 (2주 연속) - 8월 8일 - 김현정 그녀와의 이별 (3주 연속) - 8월 15일 - 김현정 그녀와의 이별 (4주 연속) - 8월 22일 - 김현정 그녀와의 이별 (5주 연속) - 8월 29일 - 핑클 내 남자 친구에게 9월 - 9월 5일 - 김현정 혼자한 사랑 - 9월 12일 - 엄정화 Poison - 9월 19일 - 김현정 혼자한 사랑 (통산 2주) - 9월 26일 - 엄정화 Poison (통산 2주) 10월 - 10월 3일 - 김현정 혼자한 사랑 (통산 3주) - 10월 10일 - 엄정화 Poison (통산 3주) - 10월 17일 - H.O.T. 열맞춰! - 10월 24일 - H.O.T. 열맞춰! (2주 연속) - 10월 31일 - H.O.T. 열맞춰! (3주 연속) 11월 - 11월 7일 - H.O.T. 열맞춰! (4주 연속) - 11월 14일 - 터보 애인이 생겼어요 (True Love) - 11월 21일 - H.O.T. 빛 - 11월 28일 - 불명 12월 - 12월 5일 - 불명 - 12월 12일 - 불명 - 12월 19일 - 성탄특집 불명 - 12월 26일 - 1998년 송년특집 연말결산 최고 가수상 H.O.T. 빛 선정 |

#### 1999년
| 1월 - 1월 2일 - 신년특집 H.O.T. 빛 (2주 연속) - 1월 9일 - 젝스키스 커플 - 1월 16일 - 젝스키스 커플 (2주 연속) - 1월 23일 - 원타임 1TYM - 1월 30일 - 박지윤 소중한 사랑 2월 - 2월 6일 - 박진영 Kiss Me - 2월 13일 - 설날특집 미집계 - 2월 20일 - S.E.S. 너를 사랑해 - 2월 28일 - god 어머님께 3월 - 3월 6일 - 불명 - 3월 13일 - god 어머님께 (통산 2주) - 3월 20일 - 김현정 되돌아온 이별 - 3월 27일 - 김현정 되돌아온 이별 (2주 연속) 4월 - 4월 3일 - 김현정 되돌아온 이별 (3주 연속) - 4월 10일 - 김현정 되돌아온 이별 (4주 연속) - 4월 17일 - 김현정 되돌아온 이별 (5주 연속) - 4월 24일 - 200회 특집 클론 돌아와 5월 - 5월 1일 - 유승준 열정 - 5월 8일 - 유승준 열정 (2주 연속) - 5월 15일 - 신화 T.O.P - 5월 22일 - 유승준 열정 (통산 3주) - 5월 29일 - 핑클 영원한 사랑 6월 - 6월 5일 - 핑클 영원한 사랑 (2주 연속) - 6월 12일 - 핑클 영원한 사랑 (3주 연속) - 6월 19일 - 핑클 영원한 사랑 (4주 연속) - 6월 26일 - 핑클 영원한 사랑 (5주 연속) 7월 - 7월 3일 - 신화 T.O.P (통산 2주) - 7월 10일 - 엄정화 몰라 - 7월 17일 - 엄정화 몰라 (2주 연속) - 7월 24일 - 엄정화 몰라 (3주 연속) - 7월 31일 - 엄정화 몰라 (4주 연속) 8월 - 8월 7일 - 컨츄리 꼬꼬 일심 - 8월 14일 - 컨츄리 꼬꼬 일심 (2주 연속) - 8월 21일 - 신화 YO! - 8월 28일 - 신화 YO! (2주 연속) 9월 - 9월 4일 - 신화 YO! (3주 연속) - 9월 11일 - 박지윤 가버려 - 9월 18일 - 박지윤 가버려 (2주 연속) - 9월 25일 - 젝스키스 Com'Back 10월 - 10월 2일 - 젝스키스 Com'Back (2주 연속) - 10월 9일 - H.O.T. 아이야! - 10월 16일 - H.O.T. 아이야! (2주 연속) - 10월 23일 - H.O.T. 아이야! (3주 연속) - 10월 30일 - H.O.T. 아이야! (4주 연속) 11월 - 11월 6일 - 불명 - 11월 13일 - 젝스키스 예감 - 11월 20일 - 이정현 와 - 11월 27일 - S.E.S. LOVE 12월 - 12월 4일 - S.E.S. LOVE (2주 연속) - 12월 11일 - H.O.T. 투지 - 12월 18일 - 불명 - 12월 25일 - 1999년 송년특집 연말결산 미집계 |

#### 2000년
| 1월 - 1월 1일 - 신년특집 god 사랑해 그리고 기억해 - 1월 8일 - god 사랑해 그리고 기억해 (2주 연속) - 1월 15일 - S.E.S. Twilight Zone - 1월 22일 - 불명 - 1월 29일 - 플라이 투 더 스카이 Day by Day 2월 - 2월 5일 - 플라이 투 더 스카이 Day by Day (2주 연속) - 2월 12일 - 플라이 투 더 스카이 Day by Day (3주 연속) - 2월 19일 - god 애수 - 2월 26일 - god 애수 (2주 연속) 3월 - 3월 4일 - 새봄특집 god 애수 (3주 연속) - 3월 11일 - god 애수 (4주 연속) - 3월 18일 - god 애수 (5주 연속) - 3월 25일 - god 애수 (6주 연속) 4월 - 4월 1일 - god 애수 (7주 연속) - 4월 8일 - 샤크라 한 (Come A Come) - 4월 15일 - 샤크라 한 (Come A Come) (2주 연속) - 4월 22일 - god Friday Night - 4월 29일 - 불명 5월 - 5월 6일 - 불명 - 5월 13일 - 불명 - 5월 20일 - 불명 - 5월 27일 - 불명 6월 - 6월 3일 - 불명 - 6월 10일 - 불명 - 6월 17일 - 불명 - 6월 24일 - 김현정 멍 7월 - 7월 1일 - 불명 - 7월 8일 - 컨츄리 꼬꼬 오! 가니 - 7월 15일 - 신화 Only One - 7월 22일 - 이정현 너 - 7월 29일 - 이정현 너 (2주 연속) 8월 - 8월 5일 - DJ DOC Run To You - 8월 12일 - 불명 - 8월 19일 - 김현정 너 정말 - 8월 26일 - 김현정 너 정말 (2주 연속) 9월 - 9월 2일 - 김현정 너 정말 (3주 연속) - 9월 9일 - 불명 - 9월 16일 - 불명 - 9월 23일 - 불명 - 9월 30일 - 서태지 울트라맨이야 10월 - 10월 7일 - 서태지 울트라맨이야 (2주 연속) - 10월 14일 - 서태지 울트라맨이야 (3주 연속) - 10월 21일 - 서태지 울트라맨이야 (4주 연속) - 10월 28일 - 불명 11월 - 11월 4일 - 불명 - 11월 11일 - 핑클 Now - 11월 18일 - 핑클 Now (2주 연속) - 11월 25일 - god 거짓말 12월 - 12월 2일 - god 거짓말 (2주 연속) - 12월 9일 - god 거짓말 (3주 연속) - 12월 16일 - god 거짓말 (4주 연속) - 12월 23일 - 성탄특집 불명 - 12월 30일 - 연말결산 특집 코요태 Passion |

#### 2001년
| 1월 - 1월 6일 - 신년특집 god 촛불 하나 - 1월 13일 - god 촛불 하나 (2주 연속) - 1월 20일 - god 촛불 하나 (3주 연속) - 1월 27일 - god 촛불 하나 (4주 연속) 2월 - 2월 3일 - S.E.S. 감싸 안으며 - 2월 10일 - S.E.S. 감싸 안으며 (2주 연속) - 2월 17일 - S.E.S. 감싸 안으며 (3주 연속) - 2월 24일 - S.E.S. 감싸 안으며 (4주 연속) 3월 - 3월 3일 - S.E.S. 감싸 안으며 (5주 연속)-최강자- - 3월 10일 - 지누션 A-Yo - 3월 17일 - 지누션 A-Yo (2주 연속) - 3월 24일 - 지누션 A-Yo (3주 연속) - 3월 31일 - 지누션 A-Yo (4주 연속) 4월 - 4월 7일 - 샵 Sweety - 4월 14일 - 홍경민 가져가 - 4월 21일 - 은지원 Murmur - 4월 28일 - 핑클 당신은 모르실꺼야 5월 - 5월 5일 - 불명 - 5월 12일 - 불명 - 5월 19일 - 불명 - 5월 26일 - 불명 6월 - 6월 2일 - 불명 - 6월 9일 - 불명 - 6월 16일 - 불명 - 6월 23일 - 불명 - 6월 30일 - 불명 7월 - 7월 7일 - 불명 - 7월 14일 - 불명 - 7월 21일 - 불명 - 7월 28일 - 불명 8월 - 8월 4일 - 불명 - 8월 11일 - 불명 - 8월 18일 - 불명 - 8월 25일 - 불명 9월 - 9월 1일 - 불명 - 9월 8일 - 불명 - 9월 15일 - 불명 - 9월 22일 - 불명 - 9월 29일 - 불명 10월 - 10월 6일 - 불명 - 10월 13일 - 불명 - 10월 20일 - 불명 - 10월 27일 - 불명 11월 - 11월 3일 - 불명 - 11월 10일 - 불명 - 11월 17일 - 불명 - 11월 24일 - 불명 12월 - 12월 1일 - 불명 - 12월 8일 - 불명 - 12월 15일 - 불명 - 12월 22일 - 불명 - 12월 29일 - 2001년 연말결산 |

#### 2002년
| 1월 - 1월 4일 - 샵 내 입술... 따뜻한 커피처럼 - 1월 11일 - 장나라 4월 이야기 - 1월 18일 - 장나라 4월 이야기 (2주 연속) - 1월 25일 - 장나라 4월 이야기 (3주 연속) 2월 - 2월 1일 - god 니가 있어야 할 곳 - 2월 8일 - god 니가 있어야 할 곳 (2주 연속) - 2월 15일 - god 니가 있어야 할 곳 (3주 연속) - 2월 22일 - god 니가 있어야 할 곳 (4주 연속) 3월 - 3월 1일 - god 니가 있어야 할 곳 (5주 연속)-최강자- - 3월 8일 - JTL A Better Day - 3월 15일 - S.E.S. U - 3월 22일 - S.E.S. U (2주 연속) - 3월 29일 - 핑클 영원 4월 - 4월 5일 - 핑클 영원 (2주 연속) - 4월 12일 - 핑클 영원 (3주 연속) - 4월 19일 - 핑클 영원 (4주 연속) - 4월 26일 - 핑클 영원 (5주 연속)-최강자- 5월 - 5월 3일 - 신화 Perfect Man - 5월 10일 - 핑클 Don't Go Away - 5월 17일 - 보아 No.1 - 5월 24일 - 보아 No.1 (2주 연속) - 5월 31일 - 베이비복스 우연 6월 - 6월 7일 - 베이비복스 우연 (2주 연속) - 6월 14일 - 베이비복스 우연 (3주 연속) - 6월 21일 - 베이비복스 우연 (4주 연속) - 6월 28일 - 베이비복스 우연 (5주 연속)-최강자- 7월 - 7월 5일 - 휘성 안되나요 - 7월 12일 - 임창정 슬픈 혼잣말 - 7월 19일 - 휘성 안되나요 (통산 2주) - 7월 26일 - 휘성 안되나요 (2주 연속, 통산 3주) 8월 - 8월 2일 - 쿨 진실 - 8월 9일 - 쿨 진실 (2주 연속) - 8월 16일 - 쿨 진실 (3주 연속) - 8월 23일 - 쿨 진실 (4주 연속) - 8월 30일 - 쿨 진실 (5주 연속)-최강자- 9월 - 9월 6일 - 성시경 우린 제법 잘 어울려요 - 9월 13일 - 성시경 우린 제법 잘 어울려요 (2주 연속) - 9월 20일 - 김현정 단칼 - 9월 27일 - 김현정 단칼 (2주 연속) 10월 - 10월 4일 - 비 안녕이란 말 대신 - 10월 11일 - 이수영 라라라 - 10월 18일 - 이수영 라라라 (2주 연속) - 10월 25일 - 장나라 Sweet Dream 11월 - 11월 1일 - 장나라 Sweet Dream (2주 연속) - 11월 8일 - 장나라 Sweet Dream (3주 연속) - 11월 15일 - 장나라 Sweet Dream (4주 연속) - 11월 22일 - 장나라 Sweet Dream (5주 연속)-최강자- - 11월 29일 - 이기찬 감기 12월 - 12월 6일 - 이기찬 감기 (2주 연속) - 12월 13일 - 이기찬 감기 (3주 연속) - 12월 20일 - 싸이 챔피언 - 12월 27일 - 2002년 연말결산 |

#### 2003년
| 1월 - 1월 3일 - 부활 Never Ending Story - 1월 10일 - 부활 Never Ending Story (2주 연속) - 1월 17일 - 부활 Never Ending Story (3주 연속) - 1월 24일 - 부활 Never Ending Story (4주 연속) - 1월 31일 - 부활 Never Ending Story (5주 연속)-최강자- 2월 - 2월 7일 - 신화 너의 결혼식 - 2월 14일 - 신화 너의 결혼식 (2주 연속) - 2월 21일 - 신화 너의 결혼식 (3주 연속) - 2월 28일 - 신화 너의 결혼식 (4주 연속) 3월 - 3월 7일 - 이수영 Goodbye - 3월 14일 - 이수영 Goodbye (2주 연속) - 3월 21일 - 이수영 Goodbye (3주 연속) - 3월 28일 - NRG Hit Song 4월 - 4월 4일 - 김건모 청첩장 - 4월 11일 - 김건모 청첩장 (2주 연속) - 4월 18일 - 김건모 청첩장 (3주 연속) - 4월 25일 - 조성모 피아노 5월 - 5월 2일 - 조성모 피아노 (2주 연속) - 5월 9일 - 세븐 와줘 - 5월 16일 - 세븐 와줘 (2주 연속) - 5월 23일 - 세븐 와줘 (3주 연속) - 5월 30일 - 차태현 Again To Me 6월 - 6월 6일 - 베이비복스 나 어떡해 - 6월 13일 - 베이비복스 나 어떡해 (2주 연속) - 6월 20일 - 베이비복스 나 어떡해 (3주 연속) - 6월 27일 - 옥주현 난 7월 - 7월 4일 - 옥주현 난 (2주 연속) - 7월 11일 - 옥주현 난 (3주 연속) - 7월 18일 - 임창정 소주 한 잔 - 7월 25일 - 불명 8월 - 8월 1일 - 김현정 끝이라면 - 8월 8일 - 쿨 결혼을 할거라면 - 8월 15일 - 쿨 결혼을 할거라면 (2주 연속) - 8월 22일 - 쿨 결혼을 할거라면 (3주 연속) - 8월 29일 - Fly To The Sky Missing You 9월 - 9월 5일 - 이효리 10 Minutes - 9월 12일 - 이효리 10 Minutes (2주 연속) - 9월 19일 - 이효리 10 Minutes (3주 연속) - 9월 26일 - 이효리 10 Minutes (4주 연속) 10월 - 10월 3일 - 이효리 10 Minutes (5주 연속)-최강자- - 10월 10일 - JTL Without Your Love - 10월 17일 - 이수영 덩그러니 - 10월 24일 - 이수영 덩그러니 (2주 연속) - 10월 31일 - 이수영 덩그러니 (3주 연속) 11월 - 11월 7일 - 이수영 덩그러니 (4주 연속) - 11월 14일 - 이수영 덩그러니 (5주 연속)-최강자- - 11월 21일 - 이효리 Hey Girl - 11월 28일 - 이효리 Hey Girl (2주 연속) 12월 - 12월 5일 - 이효리 Hey Girl (3주 연속) - 12월 12일 - 비 태양을 피하는 방법 - 12월 19일 - 비 태양을 피하는 방법 (2주 연속) - 12월 26일 - 연말결산 |

#### 2004년
| 1월 - 1월 2일 - 렉시 애송이 - 1월 9일 - 장나라 기도 - 1월 16일 - MC THE MAX 사랑의 시 - 1월 23일 - MC THE MAX 사랑의 시 (2주 연속) - 1월 30일 - MC THE MAX 사랑의 시 (3주 연속) 2월 - 2월 6일 - MC THE MAX 사랑의 시 (4주 연속) - 2월 13일 - MC THE MAX 사랑의 시 (5주 연속)-최강자- - 2월 20일 - 1TYM Hot 뜨거 - 2월 27일 - 테이 사랑은 향기를 남기고 3월 - 3월 5일 - 테이 사랑은 향기를 남기고 (2주 연속) - 3월 12일 - 테이 사랑은 향기를 남기고 (3주 연속) - 3월 19일 - 테이 사랑은 향기를 남기고 (4주 연속) - 3월 26일 - 테이 사랑은 향기를 남기고 (5주 연속)-최강자- 4월 - 4월 2일 - 박상민 해바라기 - 4월 9일 - 동방신기 Hug - 4월 16일 - 동방신기 Hug (2주 연속) - 4월 23일 - 코요태 디스코 왕 - 4월 30일 - 코요태 디스코 왕 (2주 연속) 5월 - 5월 7일 - 코요태 디스코 왕 (3주 연속) - 5월 14일 - 코요태 디스코 왕 (4주 연속) - 5월 21일 - 코요태 디스코 왕 (5주 연속)-최강자- - 5월 28일 - 조PD 친구여 6월 - 6월 4일 - 박효신 그 곳에 서서 - 6월 11일 - 박효신 그 곳에 서서 (2주 연속) - 6월 18일 - 박효신 그 곳에 서서 (3주 연속) - 6월 25일 - 코요태 불꽃 7월 - 7월 2일 - 코요태 불꽃 (2주 연속) - 7월 9일 - 코요태 불꽃 (3주 연속) - 7월 16일 - 보아 My Name - 7월 23일 - 팀 고마웠다고.. - 7월 30일 - 팀 고마웠다고.. (2주 연속) 8월 - 8월 6일 - 팀 고마웠다고.. (3주 연속) - 8월 13일 - 세븐 열정 - 8월 20일 - 세븐 열정 (2주 연속) - 8월 27일 - 코요태 Together 9월 - 9월 3일 - 이승철 긴 하루 - 9월 10일 - 김종국 한 남자 - 9월 17일 - 김종국 한 남자 (2주 연속) - 9월 24일 - 김종국 한 남자 (3주 연속) 10월 - 10월 1일 - 김종국 한 남자 (4주 연속) - 10월 8일 - 김종국 한 남자 (5주 연속)-최강자- - 10월 15일 - 이수영 휠릴리 - 10월 22일 - 이수영 휠릴리 (2주 연속) - 10월 29일 - 이수영 휠릴리 (3주 연속) 11월 - 11월 5일 - 이수영 휠릴리 (4주 연속) - 11월 12일 - 이수영 휠릴리 (5주 연속)-최강자- - 11월 19일 - 비 It's Raining - 11월 26일 - 비 It's Raining (2주 연속) 12월 - 12월 3일 - 휘성 불치병 - 12월 10일 - 동방신기 믿어요 - 12월 17일 - 휘성 불치병 (통산 2주) - 12월 24일 - 연말결산 - 12월 31일 - 결방 |

#### 2005년
| 1월 - 1월 1일 - 비 I Do (신년특집) - 1월 8일 - 코요태 빙고 - 1월 15일 - 코요태 빙고 (2주 연속) - 1월 22일 - 코요태 빙고 (3주 연속) - 1월 29일 - god 보통날 2월 - 2월 5일 - 장나라 겨울일기 - 2월 12일 - 채연 둘이서 - 2월 19일 - 채연 둘이서 (2주 연속) - 2월 26일 - 채연 둘이서 (3주 연속) 3월 - 3월 5일 - god 반대가 끌리는 이유 - 3월 12일 - 테이 사랑은...하나다 - 3월 19일 - 테이 사랑은...하나다 (2주 연속) - 3월 26일 - 조성모 Mr. Flower 4월 - 4월 2일 - 버즈 겁쟁이 - 4월 9일 - 버즈 겁쟁이 (2주 연속) - 4월 16일 - 버즈 겁쟁이 (3주 연속) - 4월 23일 - 버즈 겁쟁이 (4주 연속) - 4월 30일 - 버즈 겁쟁이 (5주 연속)-최강자- 5월 - 5월 7일 - 쥬얼리 Superstar - 5월 14일 - 쥬얼리 Superstar (2주 연속) - 5월 21일 - 테이 그리움을 사랑한 가시나무 - 5월 28일 - 신혜성 같은 생각 6월 - 6월 4일 - 윤도현 사랑했나봐 - 6월 11일 - 윤도현 사랑했나봐 (2주 연속) - 6월 18일 - 윤도현 사랑했나봐 (3주 연속) - 6월 25일 - 윤도현 사랑했나봐 (4주 연속) 7월 - 7월 2일 - 윤도현 사랑했나봐 (5주 연속)-최강자- - 7월 9일 - 김건모 서울의 달 - 7월 16일 - 보아 Girls On Top - 7월 23일 - 보아 Girls On Top (2주 연속) - 7월 30일 - 김종국 제자리 걸음 8월 - 8월 6일 - 김종국 제자리 걸음 (2주 연속) - 8월 13일 - 김종국 제자리 걸음 (3주 연속) - 8월 20일 - 김종국 제자리 걸음 (4주 연속) - 8월 27일 - 김종국 제자리 걸음 (5주 연속)-최강자- 9월 - 9월 3일 - 버즈 나에게로 떠나는 여행 - 9월 10일 - 김종국 사랑스러워 - 9월 17일 - 김종국 사랑스러워 (2주 연속) - 9월 24일 - 김종국 사랑스러워 (3주 연속) 10월 - 10월 1일 - 김종국 사랑스러워 (4주 연속) - 10월 8일 - 김종국 사랑스러워 (5주 연속)-최강자- - 10월 15일 - 동방신기 Rising Sun - 10월 22일 - 동방신기 Rising Sun (2주 연속) - 10월 29일 - 에픽하이 Fly 11월 - 11월 5일 - 에픽하이 Fly (2주 연속) - 11월 12일 - 에픽하이 Fly (3주 연속) - 11월 19일 - 김종국 별, 바람, 햇살 그리고 사랑 - 11월 26일 - 김종국 별, 바람, 햇살 그리고 사랑 (2주 연속) 12월 - 12월 3일 - god 2♥ - 12월 10일 - god 2♥ (2주 연속) - 12월 17일 - 테이 그리움을 외치다 - 12월 24일 - 리쌍 내가 웃는게 아니야 - 12월 31일 - 연말결산 |

#### 2006년
| 1월 - 1월 7일 - 테이 그리움을 외치다 (통산 2주) - 1월 14일 - MC THE MAX 사랑은 아프려고 하는거죠 - 1월 21일 - MC THE MAX 사랑은 아프려고 하는거죠 (2주 연속) - 1월 28일 - MC THE MAX 사랑은 아프려고 하는거죠 (3주 연속) 2월 - 2월 4일 - Fly To The Sky 남자답게 - 2월 11일 - Fly To The Sky 남자답게 (2주 연속) - 2월 18일 - SS501 Snow Prince - 2월 25일 - 이효리 Get'Ya 3월 - 3월 4일 - 이효리 Get'Ya (2주 연속) - 3월 11일 - 이효리 Get'Ya (3주 연속) - 3월 18일 - 이수영 Grace - 3월 25일 - Fly To The Sky 피 4월 - 4월 1일 - Fly To The Sky 피 (2주 연속) - 4월 8일 - 이승기 하기 힘든 말 - 4월 15일 - 이승기 하기 힘든 말 (2주 연속) - 4월 22일 - SG워너비 내 사람 : Partner For Life - 4월 29일 - 이효리 Shall We Dance? 5월 - 5월 6일 - 이효리 Shall We Dance? (2주 연속) - 5월 13일 - SG워너비 내 사람 : Partner For Life (통산 2주) - 5월 20일 - 토니안 유추프라카치아 - 5월 27일 - 백지영 사랑 안해 6월 - 6월 3일 - 백지영 사랑 안해 (2주 연속) - 6월 10일 - 백지영 사랑 안해 (3주 연속) - 6월 17일 - 백지영 사랑 안해 (4주 연속) - 6월 24일 - 백지영 사랑 안해 (5주 연속)-최강자- 7월 - 7월 1일 - 버즈 남자를 몰라 - 7월 8일 - 버즈 남자를 몰라 (2주 연속) - 7월 15일 - 버즈 남자를 몰라 (3주 연속) - 7월 22일 - 버즈 남자를 몰라 (4주 연속) - 7월 29일 - 버즈 남자를 몰라 (5주 연속)-최강자- 8월 - 8월 5일 - 싸이 연예인 - 8월 12일 - 싸이 연예인 (2주 연속) - 8월 19일 - 싸이 연예인 (3주 연속) - 8월 26일 - 거북이 비행기 9월 - 9월 2일 - 거북이 비행기 (2주 연속) - 9월 9일 - 거북이 비행기 (3주 연속) - 9월 16일 - 거북이 비행기 (4주 연속) - 9월 23일 - 거북이 비행기 (5주 연속)-최강자- - 9월 30일 - 코요태 I Love Rock & Roll 10월 - 10월 7일 - 이승기 제발 - 10월 14일 - 동방신기 O-正.反.合. - 10월 21일 - 동방신기 O-正.反.合. (2주 연속) - 10월 28일 - 동방신기 O-正.反.合. (3주 연속) 11월 - 11월 4일 - 동방신기 O-正.反.合. (4주 연속) - 11월 11일 - 동방신기 O-正.反.合. (5주 연속)-최강자- - 11월 18일 - MC몽 아이스크림 - 11월 25일 - 이루 까만 안경 12월 - 12월 2일 - 이루 까만 안경 (2주 연속) - 12월 9일 - 이루 까만 안경 (3주 연속) - 12월 16일 - 이루 까만 안경 (4주 연속) - 12월 23일 - 이루 까만 안경 (5주 연속)-최강자- - 12월 30일 - 2006년 연말결산 |

#### 2007년
| 1월 - 1월 6일 - SS501 4 Chance - 1월 13일 - 이승철 하얀 새 - 1월 20일 - SS501 4 Chance (통산 2주) - 1월 27일 - 이루 흰 눈 2월 - 2월 3일 - 이루 흰 눈 (2주 연속) - 2월 10일 - 이루 흰 눈 (3주 연속) - 2월 17일 - 이효리 Toc Toc Toc - 2월 24일 - 이효리 Toc Toc Toc (2주 연속) 3월 - 3월 3일 - 이효리 Toc Toc Toc (3주 연속) - 3월 10일 - 이기찬 미인 - 3월 17일 - 이기찬 미인 (2주 연속) - 3월 24일 - 이기찬 미인 (3주 연속) - 3월 31일 - 아이비 유혹의 소나타 4월 - 4월 7일 - 아이비 유혹의 소나타 (2주 연속) - 4월 14일 - 아이비 유혹의 소나타 (3주 연속) - 4월 21일 - 아이비 유혹의 소나타 (4주 연속) - 4월 28일 - 아이비 유혹의 소나타 (5주 연속)-최강자- 5월 - 5월 5일 - SG워너비 아리랑 - 5월 12일 - 윤하 비밀번호 486 - 5월 19일 - SG워너비 아리랑 (통산 2주) - 5월 26일 - SG워너비 아리랑 (2주 연속, 통산 3주) 6월 - 6월 2일 - 윤하 비밀번호 486 (통산 2주) - 6월 9일 - 윤하 비밀번호 486 (2주 연속, 통산 3주) - 6월 16일 - 윤하 비밀번호 486 (3주 연속, 통산 4주) - 6월 23일 - 양파 사랑 그게 뭔데 - 6월 30일 - 양파 사랑 그게 뭔데 (2주 연속) 7월 - 7월 7일 - 양파 사랑 그게 뭔데 (3주 연속) - 7월 14일 - 양파 사랑 그게 뭔데 (4주 연속) - 7월 21일 - 양파 사랑 그게 뭔데 (5주 연속)-최강자- - 7월 28일 - 리쌍 발레리노 8월 - 8월 4일 - FT 아일랜드 사랑앓이 - 8월 11일 - FT 아일랜드 사랑앓이 (2주 연속) - 8월 18일 - FT 아일랜드 사랑앓이 (3주 연속) - 8월 25일 - Fly To The Sky My Angel 9월 - 9월 1일 - 김동완 손수건 - 9월 8일 - 빅뱅 거짓말 - 9월 15일 - 이승기 착한 거짓말 - 9월 22일 - 빅뱅 거짓말 (통산 2주) - 9월 29일 - 빅뱅 거짓말 (2주 연속, 통산 3주) 10월 - 10월 6일 - 휘성 사랑은 맛있다 - 10월 13일 - 슈퍼주니어 Don't Don - 10월 20일 - 슈퍼주니어 Don't Don (2주 연속) - 10월 27일 - 원더걸스 Tell Me 11월 - 11월 6일 - 원더걸스 Tell Me (2주 연속) - 11월 13일 - 원더걸스 Tell Me (3주 연속) - 11월 20일 - 원더걸스 Tell Me (4주 연속) - 11월 27일 - 원더걸스 Tell Me (5주 연속)-최강자- 12월 - 12월 4일 - 소녀시대 소녀시대 - 12월 11일 - 박진영 니가 사는 그 집 - 12월 18일 - 빅뱅 마지막 인사 - 12월 25일 - 빅뱅 마지막 인사 (2주 연속) - 12월 31일 - 연말결산 |

## 참고 사항
- 케이블TV에 1990년대와 2000년대 초반, 유일한 가요 순위 프로그램이었다.
- 초창기 때, 인트로의 네모 박스 TANK가 들어있는 혼성 그룹 룰라 나온 적이 있으나, 1996년 2월부터 나오지 않는다.
- 1998년부터 2000년까지 뮤직뱅크 1세대 오프닝 시그널이 DJ 보보 《Shadows of The Night》가 비슷하다.
- 1999년 11월 27일 방송분부터 화면 두줄 가사 자막을 최초로 도입하였다.
- 케이블TV 가입자 보급이 낮았던, 1996~97년경 지상파 방송사인 SBS 계열 지역민방의 부산방송(PSB)과 광주방송(KBC), 대구방송(TBC) 쇼! 뮤직탱크를 편성하였다.[198]

## 같이 보기
- 엠! 카운트다운 - Mnet 전환한 뒤 현재까지 쓰임.